# 키네마스터
키네마스터 주식회사(KineMaster Corporation)는 멀티미디어 SW 전문 기업이다.
주요 제품으로는 모바일 동영상 편집앱 키네마스터(KineMaster), 모바일용 미디어 플레이어인 넥스플레이어(NexPlayer), HD급 실시간 스트리밍 비디오 서비스를 위한 넥스플레이어 SDK(NexPlayer SDK), 전문적인 영상 편집을 위한 동영상 편집 솔루션인 넥스에디터 SDK(NexEditor SDK) 보컬 제거 및 모바일 디바이스에서 최적의 청취 환경을 제공하는 오디오 솔루션인 넥스사운드 SDK(NexSound SDK)가 있으며, 폰 안의 모든 음악파일을 반주곡으로 변환해주는 노래방 앱 씽플레이(SingPlay) 등이 있다.
2011년 12월 코스닥에 상장 되었으며, 서울 본사(양재동 위치)와 미국 법인, 스페인 법인, 중국 법인을 두고 있다. 최근 몇 년간의 성과를 인정받아 컨설팅기업 딜로이트사에서 선정한 “2011 아시아태평양 지역 고속성장 500대 기업(Technology Fast 500 Asia pacific 2011)”에 선정되기도 하였다.

## 주요 제품
- KineMaster

모바일 동영상 편집 앱으로, 키네마스터 주식회사의 동영상 편집관련 기술이 집적된 제품이다. 고화질(Full HD) 영상을 그대로 이용하고, 멀티트랙의 타임라인과 영상의 배속 조절, 다양한 전환효과 기능으로 완성도 높은 편집 효과를 낼 수 있으며, 영상 속의 오디오를 추출할 수 있는 등 PC용 편집기에서 가능한 기능을 스마트폰에서 간편한 조작으로 가능하도록 했다. 또한 편집한 영상을 SNS, 클라우드, 이메일로 간편하게 공유할 수 있으며 워터마크 없이 편집할 수 있는 구독상품(subscription)을 이용할 수 있다. 키네마스터는 2020년 3월 기준으로 누적 다운로드 2억 4천, MAU 4천 7백만 돌파했으며, 스마트앱어워드2015 '엔터테인먼트 분야 대상'을 수상하기도 했다.
- NexPlayer

비디오와 음악의 스트리밍 및 다운로드 재생 기능을 제공하는 미디어 플레이어이다. 스트리밍 뿐만 아니라 다양한 포맷을 재생시킬 수 있으며 Qualcomm, Samsung, MediaTek, TI, nVIDIA, Marvell 등의 다양한 칩셋에 탑재된 경험이 있다. 안드로이드가 제공하는 네이티브 플레이어(OpenCORE 또는 Stagefright)가 제공하는 기능을 모두 포함하면서 안정성과 우수한 기능을 제공한다.
- NexPlayer SDK

모바일 비디오 서비스 제공자(미디어, 통신, 스포츠 등)들이 HD급 실시간 스트리밍 방송을 가능하게 하는 소프트웨어이다. 서비스 제공자가 다양한 종류의 단말기에 동일한 기능의 플레이어를 제공하는 방식을 가능하게 한다. HTTP Live Streaming 플레이어 기능과 MS IIS Smooth Streaming 플레이어 기능에 주력으로 제공한다.
- NexEditor SDK

넥스트리밍이 축적한 동영상 편집 기술을 총망라한 기능들을 보여주는 안드로이드 기반의 동영상 편집 전문 솔루션이다. 빠른 랜더링 기술로 편집한 내용을 실시간으로 확인할 수 있으며, 1080p까지의 다양한 해상도로 편집한 동영상을 저장할 수 있다. 또한 3D 화면 전환효과, 다중화면 효과(PiP, Picture in Picture) 및 다양한 폰트 설정 등의 전문적인 영상 편집을 위한 인터페이스를 제공한다.
- NexSound SDK

모바일 디바이스에서 멀티미디어를 즐길 때 최적의 청취 환경을 제공하는 오디오 솔루션이다. 주요 기능으로는 배속 재생(Audio Speed Control), 음정 조절(Pitch Control), 자동 볼륨조절(Max Volume), 보컬제거(Vocal Remover), 이어컴포트(EarComfort) 등이 있으며 코덱의 종류에 관계없이 모든 코덱에 사용할 수 있는 장점이 있다.
- SingPlay

MP3를 반주곡으로 변환해주는 노래방앱이다. 스마트폰 안에 저장되어 있는 모든 음악파일들을 반주곡으로 변환하여 사용 가능한 것이 장점이며, 사용자들의 목소리 음역대에 맞추어 노래를 연습할 수 있도록 템포(Tempo)나 피치(Pitch) 조절 기능을 제공한다. 이 밖에도 음악을 재생하면서 원하는 구간만 선택적으로 녹음이 가능하며, 원곡을 백그라운드 뮤직으로 사용하여 나레이션을 넣거나, 녹음한 음악을 SNS로 공유할 수 있다. 현재 안드로이드 젤리빈(Jelly Bean, 4.1) 버전 이상 모든 안드로이드 스마트폰에서 사용 가능하다.

## 주요 연혁
- 2002년 9월: 넥스트리밍㈜ 설립
- 2003년 2월: 기업부설 연구소 설립
- 2003년 9월: SK텔레텍에 모바일 미디어 소프트웨어 공급
- 2003년 12월: 벤처기업 지정 (중소기업청)
- 2004년 3월: LG텔레콤 VOD서비스를위한 스트리밍 서버 공급
- 2004년 4월: 팬택&큐리텔에 모바일 미디어 소프트웨어 공급
- 2005년 5월: 삼성전자 EDGE 단말기용 스트리밍 플레이어 공급
- 2005년 7월: 팬택&큐리텔에 S-DMB, 동영상 편집기 등 미디어 소프트웨어 공급
- 2007년 12월: 중국 스프레드트럼과 TD-SCDMA용 스트리밍 플레이어 공급 계약 체결
- 2008년 7월: 삼성전자와 미디어 플레이어 공급 계약 체결
- 2009년 6월: 안드로이드 임베디드/스트리밍 플레이어 개발
- 2010년 1월: LG전자와 미디어 플레이어 제품 공급 계약 체결
- 2010년 9월: 애플 HTTP Live Streaming 플레이어 개발
- 2011년 5월: 미국 HBO GO 서비스를 위한 안드로이드 다운로더블 플레이어 공급
- 2011년 12월: 한국거래소 KOSDAQ 상장
- 2012년 3월: NexStreaming으로 영문사명 변경
- 2013년 3월: NHN, Time Warner Cable과 NexPlayer SDK 공급 계약
- 2013년 10월: KineMix 앱 안드로이드 버전 출시
- 2013년 12월: KineMaster 앱 안드로이드 버전 출시
- 2014년 6월: SingPlay 앱 안드로이드 버전 출시
- 2014년 7월: KineMix iOS 버전 출시
- 2014년 9월: NexPlayer 탑재 휴대폰 3억대 돌파
- 2014년 12월: KineMaster, App Show Korea 2014 전시회 참여 및 KineMaster시연
- 2015년 3월: MWC(Mobile World Congress)에서 NexPlayer SDK 전시
- 2015년 4월: NAVER와 동반성장 협약 및 NexPlayer SDK 공급계약
- 2015년 4월: KineMaster, 구글플레이 ‘한국을 빛낸 앱’ 선정
- 2015년 5월: KineMaster, beGLOBAL SEOUL 2015 행사 참여 및 KineMaster 시연
- 2015년 5월: 기술혁신형 중소기업(INNO-BIZ) 취득
- 2015년 9월: 안드로이드 TV용 NexPlayer SDK 출시
- 2015년 10월: 중국 텐센트와 NexSound SDK 공급계약 체결
- 2015년 12월: KineMaster, 누적 다운로드 600만 돌파 및 스마트앱어워드2015 ‘엔터테인먼트 분야 대상’ 수상
- 2017년: 4월 iOS 버전 KineMaster 출시
- 2018년: 누적다운로드 8천만 돌파
- 2019년: 누적 다운로드 1억 2천, MAU 2천 5백만 돌파
- 2019년: 키네마스터 주식회사로 사명변경
- 2019년: 누적 다운로드 2억 1천, MAU  3천 7백만 돌파
- 2019년: 12월 안드로이드 버전 BeatSync 출시
- 2020년: 1월 100% 무상증자 진행
- 2020년: 1분기말 누적 다운로드 2억 4천, MAU 4천 7백만 돌파
- 2020년: 2분기말 누적 다운로드 2억 9천, MAU 6천 4백만 돌파
- 2020년: 3분기말 누적 다운로드 3억 4천, MAU 6천 7백만 돌파